# Daniel Gardner

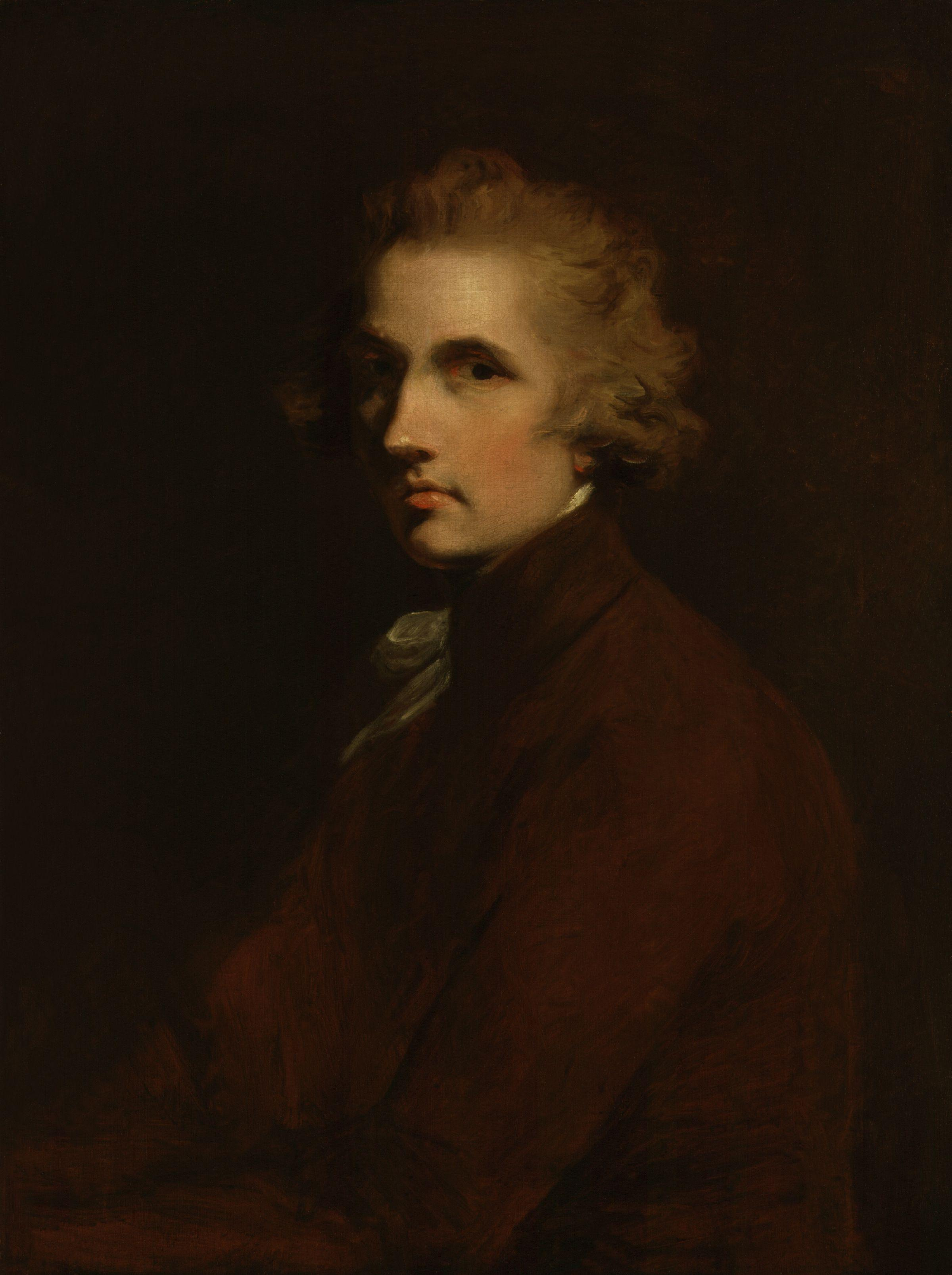
Daniel Gardner, Selbstporträt gemalt in Öl (um 1780).

Daniel Gardner (* 1750 in Kendal; † 8. Juli 1805 in London) war ein britischer Maler, der vor allem für seine Porträtmalerei bekannt war.

## Ausbildung und Karriere

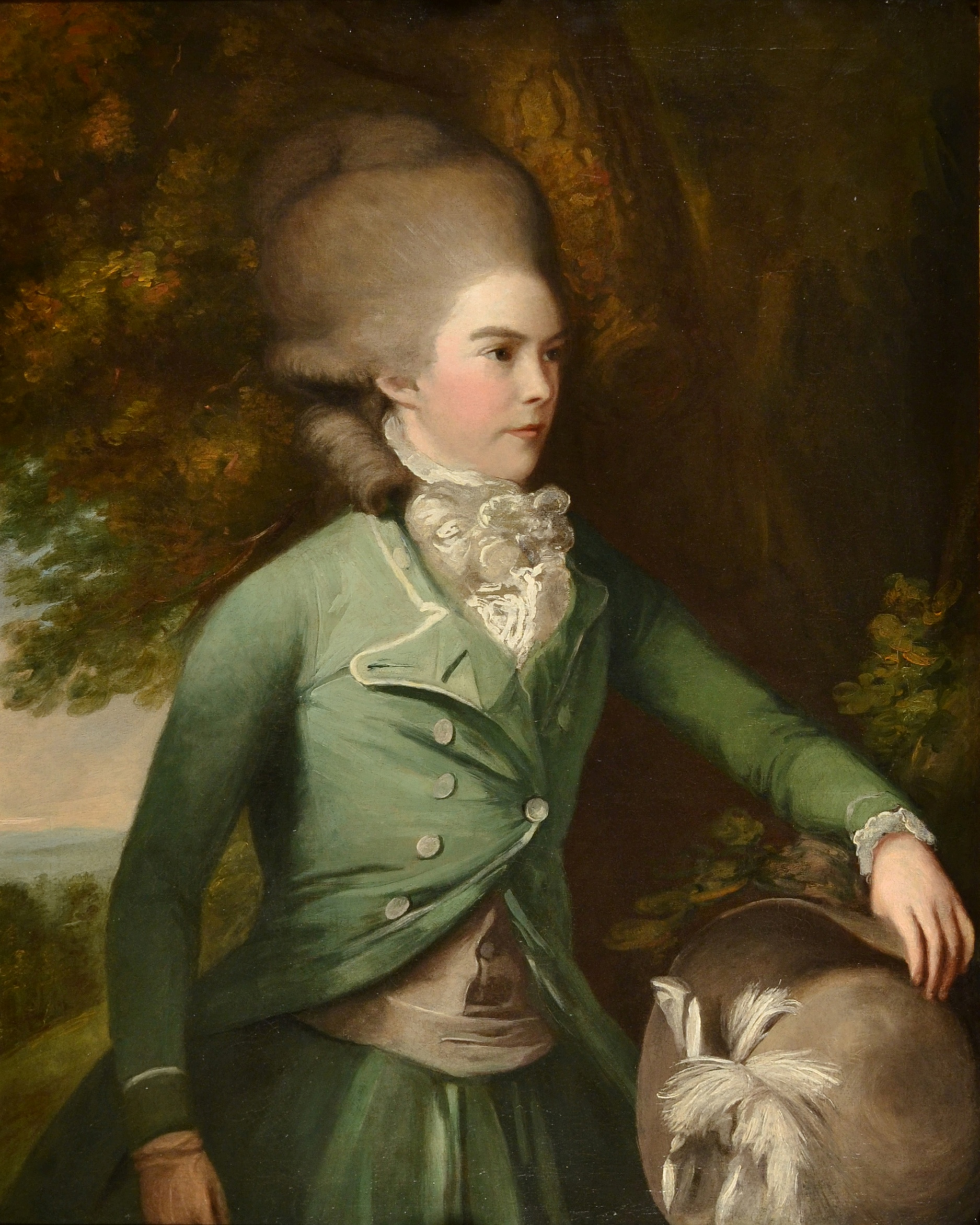
Lady Jane Maxwell, verheiratete Duchess of Gordon, in einem grünen Reitkostüm. Gemalt von Daniel Gardner in Öl (um 1780). Der Einfluss von Joshua Reynolds Spätwerk ist erkennbar.

Daniel Gardner war ein Schüler von George Romney. Gardner sagte jedoch stets, er hätte nicht wirklich viel von Romney gelernt. Um 1767 zog Gardner nach London, wo er sich 1770 an der  Royal Academy of Arts einschrieb. Dort war er Schüler von Johann Zoffany, Nathaniel Dance-Holland (1735–1811), Benjamin West, Giovanni Battista Cipriani (1727–1785) und Francesco Bartolozzi. 1771 gewann Gardner eine Silbermedaille an der Royal Academy of Arts. Im selben Jahr stellte er ein Porträt eines alten Mannes an der Akademie aus. Eine weitere Beteiligung Gardners an den wichtigen Londoner Kunstausstellungen blieb jedoch aus. Um 1773 arbeitete er im Studio von Joshua Reynolds. Reynolds Spätwerk beeinflusste Gardner sichtbar, vor allem was die Positur und die Bildkomposition betraf.
Gardner hatte sich schon bald einen guten Namen als Porträtist gemacht und verdiente gut, sodass er sich 1787 ein stattliches Haus in Kendal kaufen konnte. Gardner porträtierte einige der schillerndsten Persönlichkeiten seiner Zeit, darunter Jane Gordon, Duchess of Gordon, Georgiana Cavendish, Duchess of Devonshire, Charles Cornwallis, 1. Marquess Cornwallis und Lord George Gordon.
Gardner war vor allem für seine Pastellmalerei bekannt. Im letzten Viertel des 18. Jahrhunderts wandte er jedoch zusehends eine Malmischtechnik an, die sowohl Öl-, Gouache- und Pastellfarben beinhaltete. Diese Technik wurde auch von Malern wie Peter Romney, John Downman (1750–1824) und John James Masquerier (1778–1855) übernommen. Größere Porträts malte Gardner vollkommen in Öl. Diese sind rar und werden nur selten auf dem Kunstmarkt angeboten.
Gardner signierte seine Werke nur selten, was zur Folge hatte, dass seine Bilder später, vor allem im 19. Jahrhundert, oft anderen, in der breiten Öffentlichkeit bekannteren Malerkollegen wie Joshua Reynolds oder Thomas Gainsborough zugeschrieben wurden. Dies erstaunt jedoch nicht weiter, wenn man bedenkt, dass Gardner sowohl mit Joshua Reynolds als auch mit Thomas Gainsborough zusammengearbeitet hatte.
Samuel Redgrave (1802–1876), britischer Beamter und Verfasser von Texten und Büchern zu Themen der Kunst, schrieb über Daniel Gardner:

„He had a nice perception of beauty and character, and composed with elegance.“

Und der britische Dichter William Hayley (1745–1820) schrieb in seinem Essay on Painting, Epistle II:
Let candid Justice our attention lead

To the soft crayon of the graceful Read;

Nor, Gardner, shall the Muse, in haste, forget

Thy Taste and Ease; tho’ with a fond regret

She pays, while here the Crayon’s pow’r she notes

A sigh of homage to the Shade of Coates.
Der Präsident der Royal Cambrian Academy of Art in Conwy, Sir Cuthbert C. Grundy (1846–1946), welcher zusammen mit seinem Bruder John R. G. Grundy († 1915) die Grundy Art Gallery in Blackpool gründete, hielt Daniel Gardner für den erfolgreichsten englischen Pastellmaler des 18. Jahrhunderts. Gemäß Sir Cuthbert C. Grundy übertraf Gardner sowohl Joshua Reynolds in Sachen freiheitlicher Bildsprache und Spontanität als auch John Downman (1750–1824) bei der Erreichung feinerer und satterer Farben.
Viele der von Gardner geschaffenen Porträts wurden in Kupfer gestochen, unter anderem vom Kupferstecher Thomas Watson (1743–1781), oder mittels der Schabkunst vervielfältigt. Dies dürfte für Gardner finanziell weitaus lukrativer gewesen sein als die Anfertigung des Originals.

## Familie

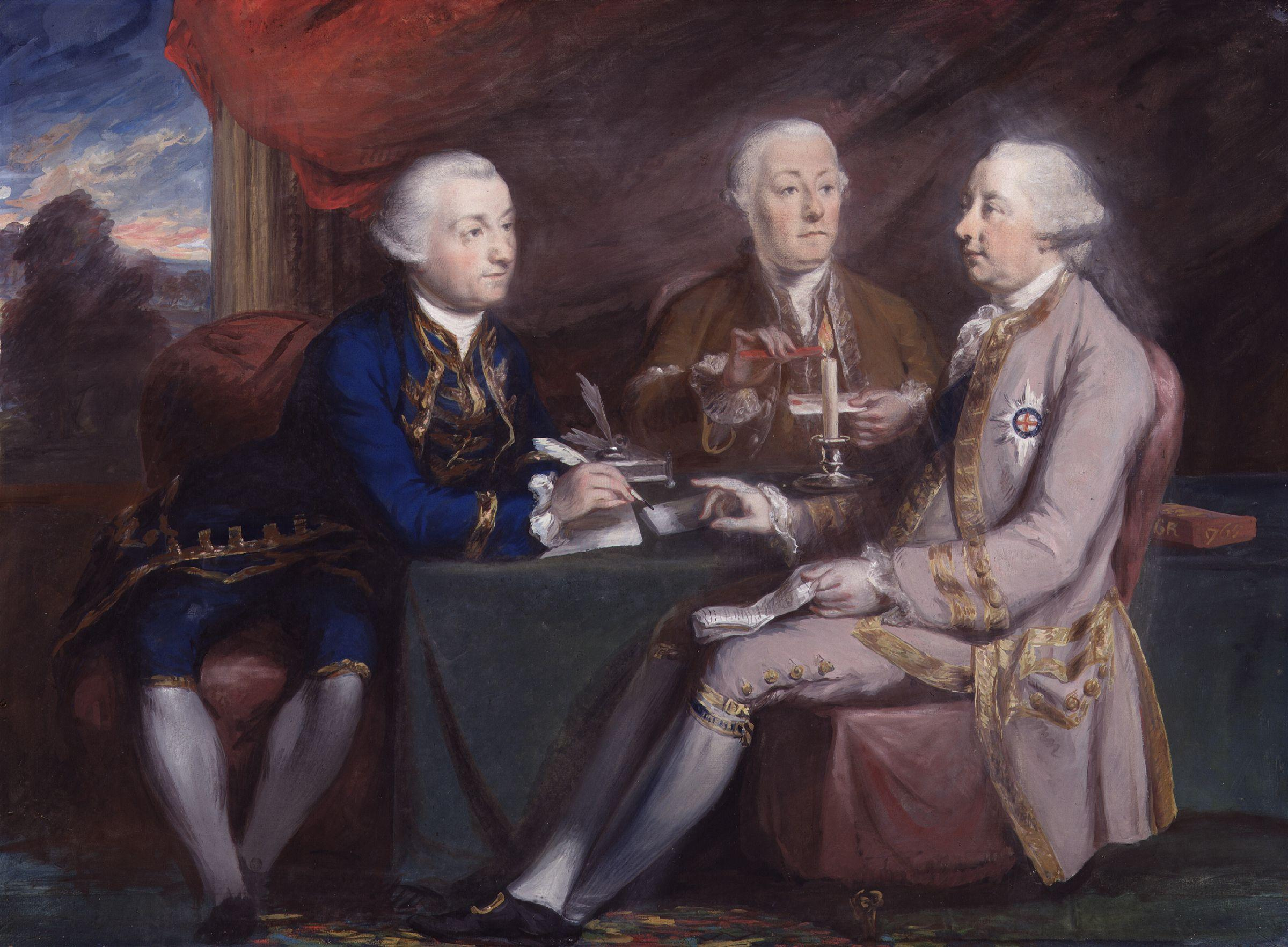
George Montague-Dunk, 2. Earl of Halifax, (1716–1772) im Gespräch mit seinen Sekretären. V. l. n. r.: Edward Sedgwick, Lovell Stanhope († 1783) und der 2. Earl of Halifax, welcher den Hosenbandorden auf der linken Brust seines Gehrocks trägt und das entsprechende Strumpfband unterhalb des linken Knies. Die Stadt Halifax wurde 1749 nach dem 2. Earl of Halifax benannt. Gemalt von Daniel Gardner in Gouache (um 1767).

Daniel Gardner heiratete am 8. Oktober 1776 Miss Haward, die Schwester des Kupferstechers Francis Haward. Miss Hawards Vorname war entweder Ann oder Nancy. Gardner und seine Frau hatten zwei Söhne, wobei nur der ältere Sohn George (geb. 1778) überlebte. Gardners Frau starb schon bald nach der Geburt des zweiten Sohnes 1781, was Gardner nie überwand.
Laut einem Bericht im Gentleman’s Magazine starb Gardner am 8. Juli 1805 an Leberversagen in London. Auch das European Magazine and London Review meldete Gardners Tod. Unter der Rubrik Monthly Obituary heißt es: Mr. Daniel Gardner, of Warwick-street, Golden-square, formerly an artist.

## Charakter
Daniel Gardner galt als Exzentriker. So kam es vor, dass er die Personen, welche von ihm porträtiert werden wollten, um 5 Uhr morgens zu sich ins Atelier bestellte. Im Atelier selbst duldete er neben den zu Porträtierenden keine weiteren Personen. Auch zeigte er seine Porträts nie vor deren Vollendung. In seinem Atelier besaß er eine spezielle Staffelei mit abschließbaren Klappen, wo er die noch nicht vollendeten Porträts vor neugierigen fremden Blicken unter Verschluss halten konnte.
Gardner verkehrte nur sehr wenig mit seinen Malerkollegen, welche ihn für sonderbar und knausrig hielten. Einzig mit John Constable, den er 1796 porträtierte, verband ihn eine Freundschaft.

## Ausstellungen (postum)
- Daniel Gardner, 12 pastels from the collection of Lady Strachey, Cottier Gallery, New York, 1913

- Daniel Gardner, Abbot Hall Art Gallery, Kendal, 1962

- Daniel Gardner, 1750–1805, Kenwood House, London, 1972

## Museen
Werke von Daniel Gardner befinden sich in den Sammlungen von Abbot Hall Art Gallery in Kendal, National Portrait Gallery in London, Tate Britain und Montacute House.